# Tanzoffizier

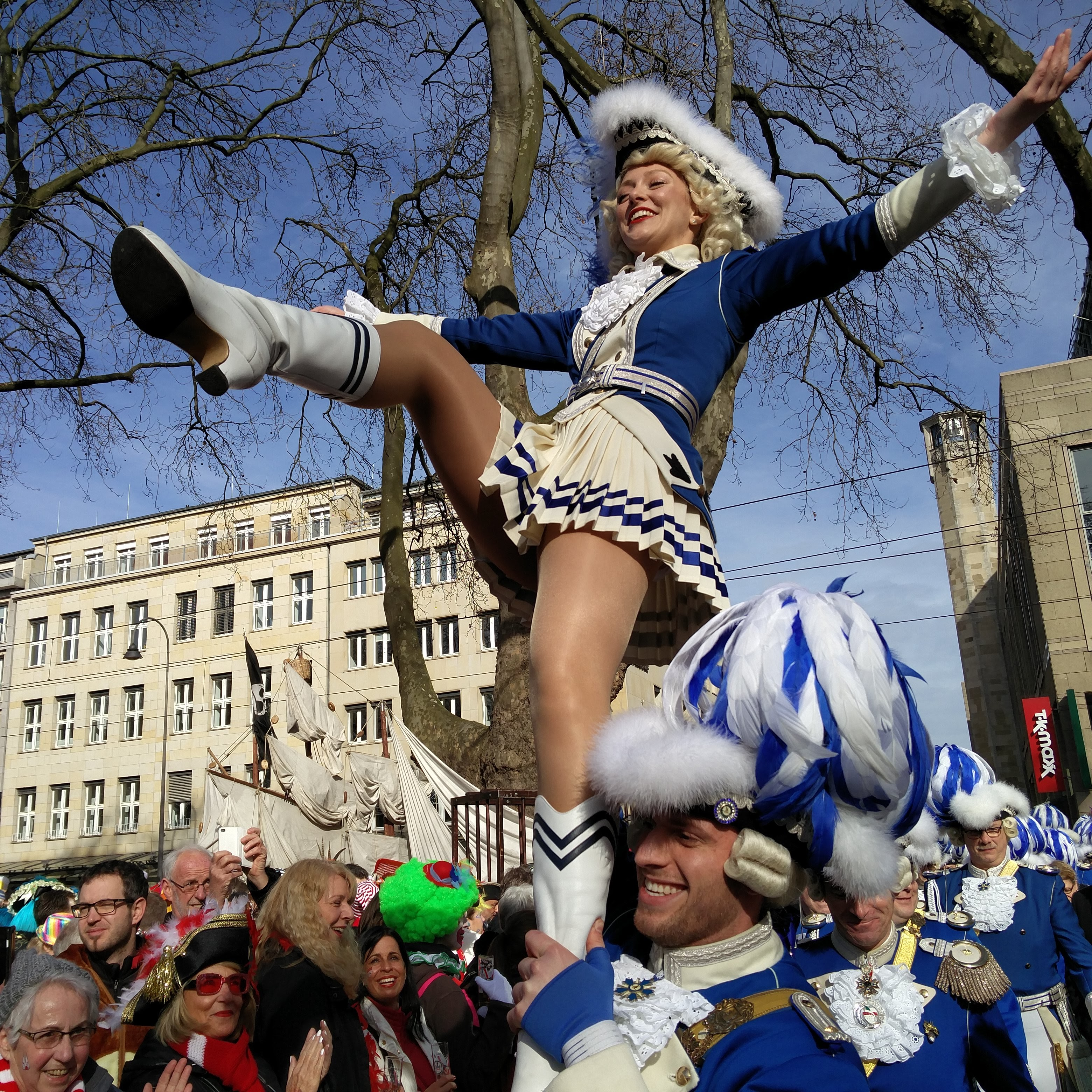
Das Funkenmariechen der Blauen Funken wird vom Tanzoffizier auf die Bühne beim Funkenbiwak 2017 getragen.

Der Tanzoffizier ist der männliche Tanzpartner des Tanzmariechen beim Gardetanz im Karneval. Er ist der führende Tänzer der Garde oder Tanzgruppe und tanzt stets in der Mitte mit seiner Partnerin.
Der Paartanz des Tanzoffiziers mit dem Tanzmariechen imitiert und persifliert das Exerzieren und Marschieren beim Militär; ergänzt wird er seit den 1960er Jahren durch die vom Ballettmeister Peter Schnitzler eingeführten akrobatischen Hebefiguren.
Bei den Roten Funken heißt der Tanzoffizier Funkendoktor; in anderen Teilen Deutschlands wird der Tanzoffizier mitunter auch Major genannt. Die Mitglieder der „Karnevals-Garden“ haben militärische Dienstränge, wobei der Funkendoktor dem Rang eines Stabsarztes entsprechen würde und der Tanzoffizier oder Tanzmajor beim Militär im Offiziersrang eines Hauptmannes bzw. Majors, Oberstleutnants oder Obersten stünde. Im Endeffekt sind dies aber nur sinnbildliche Titel und ein Tanzoffizier besitzt, auch wenn er eine einzigartige Position im Verein hat, nicht die Macht, wie man sie von einem Militäroffizier kennt.
Die typische Kleidung des Tanzoffiziers besteht aus Dreispitz, Perücke, Uniformjacke, Weste mit Spitzenjabot, Stiefelhose und Reitstiefeln. Sie ist meistens an das Vorbild von Uniformen aus dem 18. Jahrhundert angelehnt. Während andere Offiziere Uniformen mit beispielsweise breiten Schulterklappen oder Säbel haben, hat der Tanzoffizier oft eine für ihn speziell angefertigte, vereinfachte Uniform, die ihm  Beweglichkeit beim Tanzen gibt und ausschließt, dass sich seine Tanzpartnerin bei Hebungen oder ähnlichem an ihm verletzen kann. Die trotzdem noch hoch dekorierte Uniform des Tanzoffiziers dient auch dazu, dass er sich von den anderen Tänzern auf der Bühne abhebt, neben seiner Tanzpartnerin auffällt und als repräsentative Figur des Vereins imposanter aussieht.